# يوني

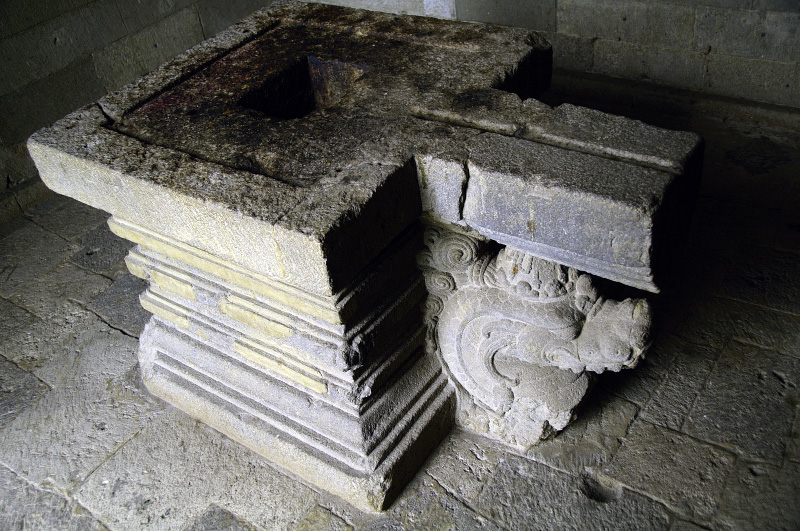
يوني في شرق جزيرة جاوة

يوني (وتكتب yoni بالأبجدية الدولية للنقل اللغوي السنسكريتي) التي يشار إليها أحيانًا باسم بينديكا، هي تمثيل غير تجسيدي للإلهة شاكتي في الديانة الهندوسية. عادةً ما تظهر اليوني برفقة نظيرها المذكر لينغام. يرمزان معًا إلى امتزاج العالم الكبير بالعالم الصغير، وهو العملية الإلهية الدائمة من الخلق والتجديد، واتحاد المذكر والمؤنث الذي يعيد إنشاء الخلق بمجمله. صُوّر اليوني كبوابة الطبيعة لجميع الولادات، خصوصًا في مذهبي كاولا وتنترا السريين، بالإضافة إلى الشيفاوية والشاكتية الهندوسية.

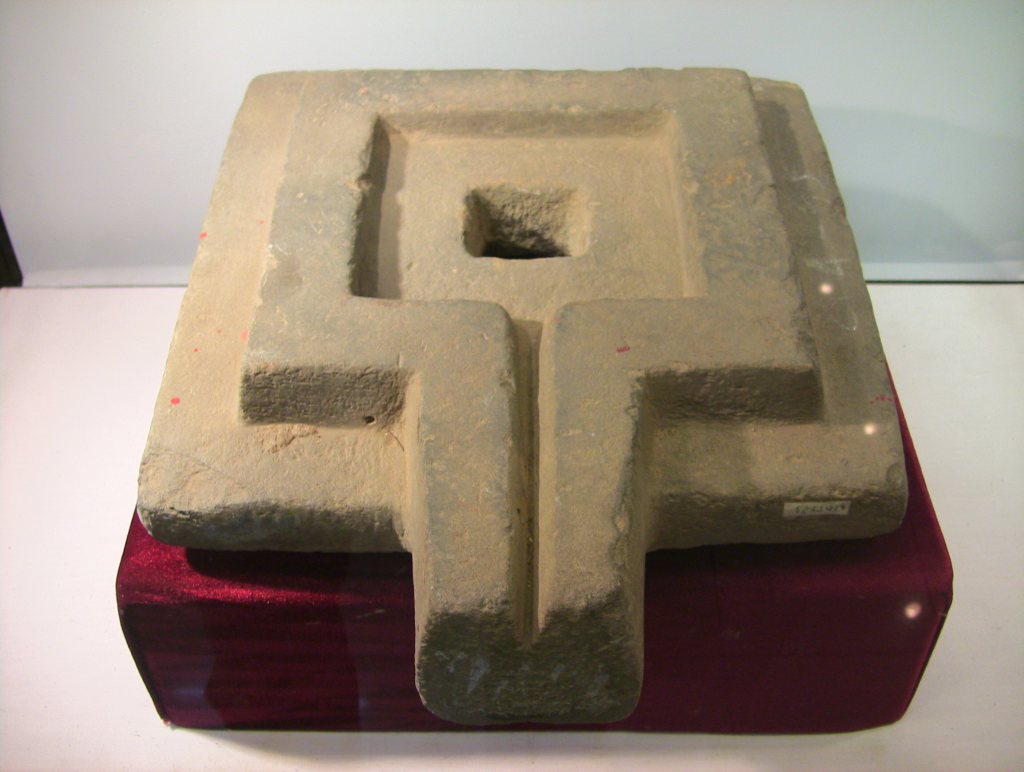
حجر يوني عثر عليه في محافظة لام دونغ بفيتنام

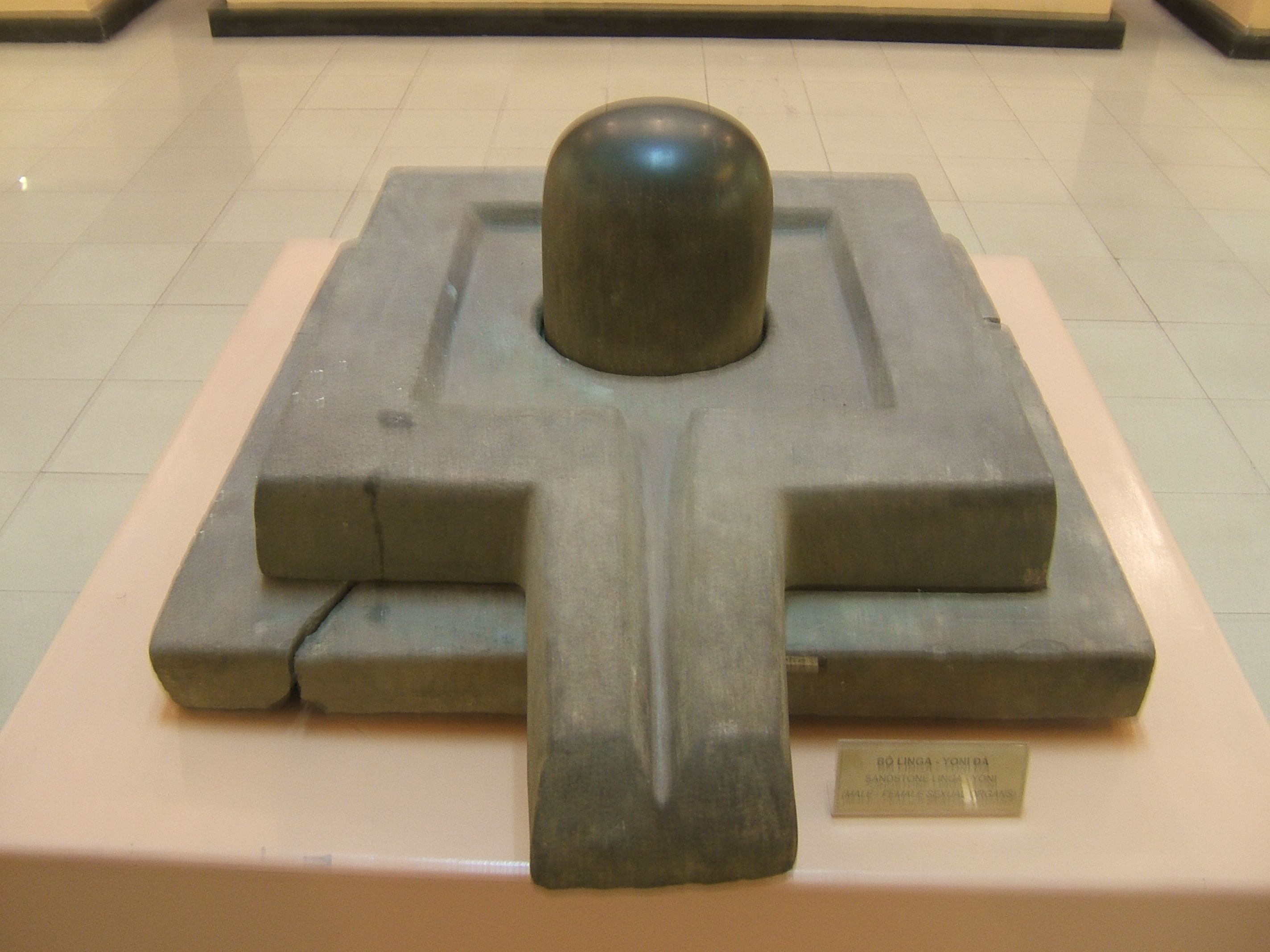
لينغام ويوني في فيتنام

يوني هي كلمة سنسكريتية تُرجمت لتعني حرفيًا الرحم والأعضاء التكاثرية الأنثوية. وهي تشير ضمنيًا إلى الأعضاء الجنسية الأنثوية مثل المهبل والفرج والرحم، أو بشكل آخر رمزي إلى «الأصل أو المسكن أو المصدر» لأي شيء في سياقات أخرى. على سبيل المثال، يشير نص فيدانتا براهما سوتراس مجازيًا إلى المفهوم الميتافيزيقي براهمان على أنه «يوني الكون». يمكن ملاحظة رمزيات يوني مع لينغا في معابد شيفا والمواقع الأثرية لشبه القارة الهندية وجنوب شرق آسيا، بالإضافة إلى التماثيل مثل لاجا غاوري.

## أصل المصطلح والأهمية
تظهر يوني (بالسنسكريتية योनि) وفقًا لمونير مونير-وليامز- في ريغفيدا وكتب فيدية أخرى بمعنى الأعضاء الأنثوية التكاثرية والتجددية والمولدة للحياة، بالإضافة إلى معنى ضمني هو «الأصل أو المصدر أو النبع أو مسقط الرأس أو الرحم أو العش أو المأوى أو الموقد الحاضن». تشمل المعاني الضمنية الأخرى لهذا المصطلح «العرق أو الطبقة الاجتماعية أو العائلة أو رمز الخصوبة أو الحبوب أو البذور». إنه اصطلاح بلاغي روحي ورمز في الديانة الهندوسية يشير إلى الأصل والقدرات التجديدية الأنثوية في طبيعة الوجود. تدعو البراهما سوتراس مفهوم براهمان اصطلاحيًا بمصطلح «يوني الكون»، والذي يذكر آدي شانكارا في مدوناته أنه يعني السبب المادي و«مصدر الكون».
تبعًا لباحثي علوم الهنديات كونستانس جونز وجيمس دي. رايان، ترمز اليوني إلى العنصر الأنثوي في جميع أشكال الحياة بالإضافة إلى «دورات الأرض الفصلية والإنباتية»، وبذلك يكون رمزًا للأهمية الكونية. تعتبر اليوني اصطلاحًا لمدخل الطبيعة إلى جميع الولادات، خصوصًا في مذهبي الشيفاوية والشاكتية الهندوسيين، بالإضافة إلى طائفتي كاولا وتنترا الباطنيتين. يشير اجتماع يوني مع لينغا إلى رمز البراكريتي، أي حلقة الخلق والانحلال. تبعًا لأستاذة الدراسات الدينية كورين ديمبسي تعتبر يوني «شكلًا غير تجسيدي من الإلهة» في الهندوسية، المبدأ الأنثوي شاكتي.
يشار إلى يوني أحيانًا باسم بينديكا. تدعى القاعدة التي يجلس عليها اتحاد لينغا ويوني باسم بيتا، ولكن في بعض النصوص مثل نيسفاسا تاتفه سامهيتا وموهاكودوتارا يشير مصطلح بيتا عمومًا إلى القاعدة واليوني.

## التاريخ
يعتقد جونز ورايان أن تبجيل اليوني غالبًا طقس قبل فيدي. إذ تظهر بعض التماثيل الصغيرة المستخرجة من وادي زوب والعائدة إلى الألفية الرابعة قبل الميلاد أثداء بارزة ويوني، قد تكون هذه رموز خصوبة مستخدمة في فترات ما قبل التاريخ تطورت في النهاية إلى رموز روحية لاحقة. تبعًا لديفيد ليمينغ، تعود طقوس عبادة اليوني إلى الفترة ما قبل الفيدية، في الفترة ما بين 4000 و 1000 عام قبل الميلاد.
استُخدمت يوني كرمز إلهي من العصور القديمة، ومن المرجح أن تكون أقدم رمز روحي ليس فقط في الهند بل على مدى العديد من الحضارات القديمة. تذكر الباحثة في علوم الهنديات لورا أمازون أن البعض في الثقافات الغربية المحافظة عاملوا الأعضاء الجنسية الأنثوية بشكل خاص والمواضيع الجنسية بشكل عام كمواضيع حساسة أو محرمة، أما في الأديان الهندية والحضارات القديمة الأخرى لطالما اعتبرت اليوني أمرًا مقبولًا كحقيقة كونية وفلسفية ثابتة تشير إلى القدرات والطاقات الأنثوية، وهي حقيقة مرتبطة بغموض مع باقي دورات الطبيعة مثل القمر والأرض والوجود ككل.
تعتبر اليوني تمثيلًا تجريديًا لشاكتي وديڤي، القوة الخلاقة التي تتحرك عبر الكون بأكمله. في طائفة التنترا تعتبر يوني أصل الحياة.